# Cosmic Break
Cosmic Break (Tiếng Nhật: コズミックブレイク, Rōmaji: Kozumikkubureiku?) là trò chơi 3D miễn phí trực tuyến nhiều người chơi bắn theo góc nhìn thứ 3 với nhiều loại robot đẹp mắt, trận đấu kịch tính trong phong cách đồ hoạ anime. Trò chơi được phát triển và sản xuất bởi công ty Nhật Bản CyberStep, Inc và được ra mắt trong một số nước, bao gồm Nhật Bản, Đài Loan, Thái Lan và Bắc Mỹ, còn nhiều nước khác như EU, Đức và Pháp đã hỗ trợ cho đợt ra mắt đầu tiên. Cosmic Break là trò chơi tiếp nối C21 Steel Battle Chronicles cũng sản xuất bởi CyberStep, có nhiều hơn phong cách anime cho nhân vật, cốt truyện sâu hơn và phục vụ nhu cầu nhiều hơn. Một vài cốt truyện đã được chuyển thể thành manga và phim ngắn dựa theo các nhiệm vụ có trong trò chơi. Giống như GetAmped2, Cosmic Break có rất nhiều loại NPC và ngôn ngữ nói cho nhân vật được lồng tiếng bởi các diễn viên Nhật Bản nổi tiếng: Rie Tanaka (Icy, Ivis), Akio Ōtsuka (Draken), Takeshi Kusao (Lios), Asami Shimoda (Crimrose, Lily Rain), Atsuko Tanaka (Koko Gaap, Winberrl) và Daisuke Sakaguchi (Jikun Hu). Năm 2015, một trò chơi khác tiếp nối đó là Cosmic Break 2 đã được công bố phát triển và đã có một chiến dịch Kickstarter nhưng lại thất bại do kinh phí. Tuy nhiên, Cosmic Break 2 sẽ được phát hành vào mùa hè 2015 với nhiều robot hình người hơn, có một cốt truyện gốc hoàn chỉnh hơn và tiếp tục phục vụ các nhà đầu tư cũ.

## Cốt truyện
Trò chơi được tái hiện trong tương lai xa ở một chiều không gian song song gọi là Cosmic Ark. Các robot lớn được gọi là Arks đã bị đánh thức và đi tìm thiên hà của họ bị cai trị bởi các Chaos bóng tối. Họ đã lay động không gian vô tận đứng yên, nên còn lại ba Arks lớn là Wisdom, Courage và Strength. Họ đã bị rút đi sức mạnh, và năng lượng còn lại chỉ đủ để đánh bại các chaos bóng tối. Nhưng để thực hiện được điều này, ba đoàn phái khác nhau đã tạo ra những chiến binh của riêng họ, cạnh tranh nhau để tìm ra kẻ sẽ tiêu diệt chaos bóng tối và số phận của thế giới.
Bên cạnh cốt truyện, cũng có các ngoại truyện của các nhân vật trong trò chơi. Ví dụ như nền tảng của Crimrose và Ivis, câu chuyện về Eihwaz, và cuộc gặp gỡ của Eris và Resha cùng một số nhân vật khác.